# Балтийский сельсовет (Башкортостан)
Балтийский сельсовет — муниципальное образование в Иглинском районе Башкортостана.

## История
Согласно «Закону о границах, статусе и административных центрах муниципальных образований в Республике Башкортостан» имеет статус сельского поселения.

## Население
| 2002  | 2009  | 2010  | 2012  | 2013  | 2014  | 2015  |
| ----- | ----- | ----- | ----- | ----- | ----- | ----- |
| 1484  | ↗1564 | ↘1477 | ↗1487 | ↗1506 | ↗1514 | ↗1526 |
| 2016  | 2017  | 2018  |       |       |       |       |
| ↗1545 | ↗1552 | ↘1548 |       |       |       |       |

## Состав сельского поселения
| № | Населённый пункт | Тип населённого пункта       | Население |
| - | ---------------- | ---------------------------- | --------- |
| 1 | Балтика          | село, административный центр | ↘719      |
| 2 | Ленинское        | деревня                      | ↘268      |
| 3 | Субакаево        | деревня                      | ↘250      |
| 4 | Будённовский     | деревня                      | ↘192      |
| 5 | Загорское        | деревня                      | ↘48       |